# Lyssomanes austerus
Lyssomanes austerus là một loài nhện trong họ Salticidae.
Loài này thuộc chi Lyssomanes. Lyssomanes austerus được Peckham & Wheeler miêu tả năm 1889.